# Roy Saari
Roy Saari (né le 25 février 1945 à Buffalo et mort le 30 décembre 2008 à Mammoth Lakes en Californie) était un nageur américain.

## Palmarès

### Jeux olympiques
- Jeux olympiques de 1964 à Tokyo (Japon) :
  -  Médaille d'or en relais 4 × 200 m libre.
  -  Médaille d'argent sur 400 m 4 nages.